# Liste der Monuments historiques in Villers-le-Tourneur
Die Liste der Monuments historiques in Villers-le-Tourneur führt die Monuments historiques in der französischen Gemeinde Villers-le-Tourneur auf.

## Liste der Objekte
| Bezeichnung                         | Beschreibung                          | Standort                          | Kennzeichnung | Schutzstatus | Datum | Bild |
| ----------------------------------- | ------------------------------------- | --------------------------------- | ------------- | ------------ | ----- | ---- |
| Reliquienbüste des heiligen Sindulf | Holz, farbig gefasst, 16. Jahrhundert | in der Kirche St-Sindulphe (Lage) | PM08001281    | Inscrit      | 2010  |      |
| Skulptur Madonna mit Kind           | Holz, farbig gefasst, 18. Jahrhundert | in der Kirche St-Sindulphe (Lage) | PM08000935    | Inscrit      | 1975  |      |
| Taufbecken                          | Stein, 16. Jahrhundert                | in der Kirche St-Sindulphe (Lage) | PM08000592    | Classé       | 1971  |      |
| Adlerpult                           | Holz, farbig gefasst, 18. Jahrhundert | in der Kirche St-Sindulphe (Lage) | PM08000934    | Inscrit      | 1975  |      |